# Gesche Pospiech
Gesche Pospiech (geboren 1961) ist eine deutsche Physikdidaktikerin und Professorin für Didaktik der Physik an der Technischen Universität Dresden.

## Leben
Gesche Pospiech schloss 1987 ihr Diplomstudium in Mathematik an der Universität Heidelberg ab. Anschließend promovierte sie dort, ebenfalls in Mathematik und schloss ihre Promotion 1992 ab. Im folgenden Jahr legte sie das 1. Staatsexamen in Physik und Mathematik ab. Bis 2002 habilitierte sie an der Johann Wolfgang Goethe-Universität Frankfurt am Main. Im selben Jahr legte sie auch das 2. Staatsexamen für Lehramt an Gymnasien in Physik und Mathematik ab. Seit 2004 ist sie Professorin für Didaktik der Physik an der TU Dresden.
Sie ist außerdem an Initiativen zur Vermittlung von Physik an die Öffentlichkeit beteiligt. So ist sie Teil des Netzwerk Teilchenwelt und hat im Rahmen der Dresdner Kinder-Uni vorgetragen.

## Forschung
Gesche Pospiechs Forschung ist auf die Vermittlung moderner Physik in Physikunterricht sowie die Mathematisierung des Physikunterrichtes fokussiert und den Einsatz digitaler Medien im Physikunterricht.

## Publikationen
- Pospiech, Gesche.: Moderne Quantenphysik im Unterricht : ein Lehrgang. Logos-Verl, Berlin 2004, ISBN 3-8325-0598-9.
- Niethammer, Manuela, Pospiech, Gesche, Museumspädagogik der Staatlichen Kunstsammlungen Dresden: Naturwissenschaft und Kunst Gestaltung fächerübergreifenden Unterrichts. Waxmann, Münster, Westf 2013, ISBN 978-3-8309-2994-9.
- MATHEMATICS IN PHYSICS EDUCATION. SPRINGER NATURE, [Place of publication not identified] 2019, ISBN 978-3-03004626-2.